# Nederlandse Arbeidsinspectie
De Nederlandse Arbeidsinspectie (NLA) van het Nederlandse Ministerie van Sociale Zaken en Werkgelegenheid (SZW) is op 1 januari 2012 ontstaan door samenvoeging van de Arbeidsinspectie, de Inspectie Werk en Inkomen en de Sociale Inlichtingen- en Opsporingsdienst. Van 1 januari 2012 tot en met 31 december 2021 heette de dienst Inspectie SZW. De Nederlandse Arbeidsinspectie kent de volgende directies:
- Analyse, Programmering en Strategie
- Informatievoorziening
- Meldingen en Verzoeken
- Opsporing
- Toezicht

De inspecteurs zijn vaak tevens buitengewoon opsporingsambtenaar. Dit houdt in dat door de inspecteurs voor een aantal strafbare feiten ook proces-verbaal kan worden opgemaakt.

## Arbeidsmarktfraude
De Directie Arbeidsmarktfraude houdt toezicht op de naleving van de Wet arbeid vreemdelingen (Wav). Dit houdt in dat aan de werkgever die een vreemdeling arbeid laat verrichten zonder voor hem in het bezit te zijn van een tewerkstellingsvergunning een boete kan worden opgelegd. Vaak gaat het dan om illegaal in Nederland verblijvende vreemdelingen.
Verder houdt de Directie Arbeidsmarktfraude toezicht op de Wet minimumloon en minimumvakantiebijslag en de Wet allocatie arbeidskrachten door
intermediairs (ter bestrijding van ontduiking van het minimumloon, arbeidsuitbuiting, malafide arbeidsbemiddeling en andere vormen
van arbeidsmarktfraude).

## Opsporing
De Directie Opsporing is verantwoordelijk voor de strafrechtelijke handhaving met betrekking tot arbeidsmarktfraude, arbeidsuitbuiting, (georganiseerde) uitkeringsfraude en fraude met arbeidsgerelateerde subsidies.
Van 2002 tot en met 2011 was er de Sociale Inlichtingen- en Opsporingsdienst (SIOD) in België. Het werkgebied omvat SZW-wetgeving op het terrein van de arbeidsmarkt en de sociale zekerheid. Financieel en digitaal rechercheren zijn belangrijke opsporingsmethoden. De SIOD beschikt over een eigen criminele inlichtingeneenheid (CIE). De opsporing omvat onder andere georganiseerde vormen van uitkeringsfraude, illegale tewerkstelling, fraude met subsidies, detacheringsfraude, identiteitsfraude en de aanpak van uitbuiting op de arbeidsmarkt en vormen van mensenhandel. De hoofddoelstelling van de SIOD is 'de bestrijding van crimineel ondernemerschap'. Zogeheten criminele ondernemers willen door het plegen van strafbare feiten zo veel mogelijk winst behalen, vaak ten koste van kwetsbare groepen op de arbeidsmarkt.
De SIOD spoort niet alleen strafbare feiten op, maar maakt ook een eind aan de achterliggende constructies en netwerken. Dit heeft een preventief effect, want hierdoor kunnen strafbare feiten in de toekomst worden voorkomen. De SIOD werkt nauw samen met onder andere de Arbeidsinspectie, de Fiscale Inlichtingen en Opsporingsdienst (FIOD), politie, Marechaussee en het Openbaar Ministerie.
Door het verzamelen en analyseren van opsporingsinformatie krijgt de SIOD meer kennis van de manier waarop criminele ondernemers kunnen worden bestreden. Zo kan men ook betere keuzes maken bij de aanpak van branches en bij de opsporingsmethoden, maar dankzij deze informatie krijgt men ook een beter beeld van mogelijke frauderisico’s.
De SIOD is een van de vier bijzondere opsporingsdiensten van de rijksoverheid. De andere zijn: de FIOD (Ministerie van Financiën), de VROM-IOD (inlichtingen- en opsporingsdienst van het Ministerie van Infrastructuur en Milieu) en de AID (Algemene Inspectiedienst van het Ministerie van Economische Zaken, Landbouw en Innovatie).

## Werk en Inkomen
De Directie Werk en Inkomen (voorheen Inspectie Werk en Inkomen) houdt systeemgericht toezicht op het uitvoeringsstelsel van de sociale zekerheidswetten, zoals de uitvoering van wettelijke taken door het Uitvoeringsinstituut Werknemersverzekeringen (UWV), de Sociale Verzekeringsbank (SVB) en de gemeentelijke sociale diensten (GSD's) en het inlichtingenbureau (IB). 